# Belén (Nicaragua)
Belén es un municipio del departamento de Rivas en la República de Nicaragua.
Dista aproximadamente 101 kilómetros de la capital de Managua, sobre la Carretera Panamericana. Las aguas del río Chacalapa (lugar de los camarones) refrescan a sus habitantes.
Es cuna natal de Monseñor Francisco Ulloa y Larios, Obispo de Nicaragua entre los años de 1880 y 1896.

## Geografía
El territorio municipal limita al norte con el municipio de Nandaime, al sur con el municipio de Rivas, al este con el municipio de Potosí y al oeste con el municipio de Tola.
El territorio está conformado por un sistema montañoso, de relieve marcado muy escarpado y valles relativamente planos. El sistema montañoso es parte de la formación Brito y el material que origina estos suelos es la Lutita. Los valles son de origen aluvial, coluvial y volcánico.

## Historia
El antiguo poblado llamado El Obraje estuvo bajo la jurisdicción de la Villa de Nicaragua(Rivas) hasta que se le concedió el título de Villa. El origen del Obraje viene del siglo XVII con la llegada de la familia Ugarte ya que se establecieron para formar una hacienda productora de añil, familias españolas fueron llegando a trabajar a la hacienda como jornaleros y buscando tierras para establecerse. Estas familias venían de Granada y Cartago. 
La actual villa de Belén inicia su fundación en 1738 con el aumento de obreros de la hacienda "El Obraje", hacienda colonial rica en añil, tinte intensamente azul para el teñido de telas. Este incremento de obreros origina en 1751 la existencia del pueblo "El Obraje".
Las familias fundadoras de Belén eran españoles nacidos en América es decir criollos. Las familias fundadoras de origen español son los Ugarte, los Molina y los Argüello. Los Ugarte y los Argüello venían de Granada(Nicaragua) y los Molina vinieron de Cartago(Costa Rica). 
En 1777, el Obraje producía cacao y la región de Rivas exportó 8,000 quintales a diferentes países. 
Durante la Guerra Nacional de Nicaragua, los terrenos de la antigua hacienda fueron utilizados como campamento por las tropas filibusteras de William Walker que se dirigían a atacar la ciudad de Rivas. El mismo Walker en sus memorias escribió:
"Pernoctamos en El Obraje."
El 26 de enero de 1857 pasan los aliados por El Obraje comandados por el General Florencio Xatruch donde tienen una escaramuza con los filibusteros. Las tropas centroamericanas en El Obraje rechazaron el ataque de 600 filibusteros. 
En 1861 es encontrada la imagen del Niño Dios. Según el relato del padre Raúl Hernández la imagen fue encontrada entre las piedras, en el lugar donde estaban construyendo el nuevo templo, por una señora llamada Ramona Larios quien de inmediato comunicó la buena nueva entre quienes se encontraban cerca. 
Por decreto del 30 de enero de 1862 bajo la administración del General Tomás Martínez Guerrero, se confiere al pueblo el título de "Villa de Belén", tomando el nombre debido a la aparición en el poblado de una imagen del Bendito Niño Jesús.
El 3 de abril de 1881 es consagrado Obispo de Nicaragua Francisco Ulloa Y Larios, originario de Belén. 
El 24 de febrero de 1896 se dio la Batalla del Obraje, batalla muy sangrienta en la que participó el General Emiliano Chamorro.
En esta batalla fue derrotado el General Chamorro por las fuerzas del gobierno del Presidente Zelaya. 
Alrededor de los años 1950 el padre Adolfo Jorba cura de la parroquia Niño Dios de Belén, decidió que la imagen del Niño Dios visitara las diferentes comunidades del municipio. Así el 20 de diciembre la imagen del Niño visitaría la comunidad de San Antonio, el día 23 la comunidad de San Juan viejo y el día 24 la comunidad de Mata de Caña. 
En 1963 es fundada la escuela primaria Doctor Pedro José Quintanilla. Fue gracias al doctor Quintanilla que se construyó esta escuela que hoy lleva su nombre, pidiéndole ayuda al Presidente René Shick para que se hiciera. En el año 2024, el nombre de la escuela fue cambiado por el régimen del dictador nicaragüense Daniel Ortega, siendo cómplices de este atropello a la memoria del Dr. Pedro José Quintanilla las mal llamadas autoridades municipales y compinches simpatizantes al régimen orteguista, el cual le asignó el nombre de Rigoberto López Pérez, nombre de un personaje que no tiene nada que ver con temas relacionados con la educación nicaragüense, pretendiendo de esta forma que el legado del Dr. Pedro José Quintanilla sea olvidado. 
En 1990 es fundado el Instituto Abraham Grimberg Villaroel. Que fue gestionado y pedido por el padre Raúl Hernández.
En 1997 es fundado el Liceo San José. Gestionado y pedido por el padre Raúl Hernández al entonces presidente Arnoldo Alemán.

## Demografía
Belén tiene una población actual de 18,689 habitantes. De la población total, el 50.7% son hombres y el 49.3% son mujeres. Casi el 44.6% de la población vive en la zona urbana.

## Naturaleza y clima
El municipio tiene un clima seco, su temperatura oscila entre los 26 a 33 °C, presenta una precipitación entre los 1400 y 1600 mm. Aunque debería estar poblado por un denso bosque, generalmente carecen de vegetación boscosa debido a la intervención humana, en respuesta a las necesidades básicas de subsistencia; el área de ésta vegetación representa apenas el 29.4% del uso total de la tierra en el municipio.
Se puede afirmar que existe un deterioro marcado de los recursos naturales en el municipio, reflejado principalmente en la deforestación uniforme y generalizada, en los bajos niveles de las aguas superficiales (ríos casi en extinción), extinción de especies forestales como la fauna propia del hábitat, así como suelos lavados, desgastados y erosionados. La fuerte presión que ejerce la población sobre el bosque, principalmente para fines de consumo de leña para uso doméstico y en algunos casos para fines de comercialización, el hecho de estar expuestos a desastres naturales y cambios climatológicos y el mal manejo del recurso suelo, ha contribuido en alguna medida al deterioro ambiental de la zona.

## Localidades
Existen un total de 28 comunidades rurales y 2 comunidades urbanas.

## Economía
Su actividad económica predominante está basada en la agricultura y ganadería extensiva. La actividad agrícola es la que representa mayores perspectivas para el desarrollo del municipio, pues existen grandes extensiones de su territorio cultivados en musáceas (plátanos), considerado como el principal rubro para comercialización. además de las artesanías y el turismo.

## Cultura
En Belén se realizan fiestas patronales en honor al Nacimiento del Niño Jesús, se llevan a efecto desde el 16 de diciembre hasta el 7 de enero del año siguiente. Las festividades incluyen actividades como procesiones religiosas, corridas de toros y fiestas populares.